# جنیفر لوپز: بیا صدایمان را بلند کنیم
جنیفر لوپز: بیا صدایمان را بلند کنیم (به انگلیسی: Jennifer Lopez: Let's Get Loud) نخستین آلبوم ویدئویی طولانی از خواننده اهل ایالات متحده آمریکا جنیفر لوپز است. آلبوم در فوریه ۲۰۰۳ توسط اپیک رکوردز منتشر شد.